# WWF Junior Heavyweight Championship
Le WWF Junior Heavyweight Championship (que l'on put traduire par championnat poids lourd junior de la WWF) est un championnat de catch utilisé de 1965 à 1985 par la World Wide Wrestling Federation / World Wrestling Federation et la New Japan Pro Wrestling. Il est créé sous le nom de WWWF Junior Heavyweight Championship et Toots Mondt remet la ceinture de champion à Paul DeGalles en septembre 1965.
Il est d'abord utilisé par la World Wide Wrestling Federation (WWWF) avant d'être abandonné en 1972. La WWWF réutilise ce titre à partir de 1978 avec la New Japan Pro Wrestling jusqu'à la fin du partenariat entre ces deux fédérations 1985. Il est alors principalement utilisé par la New Japan Pro Wrestling qui l'utilise comme le titre individuel pour sa catégorie des poids lourd-légers.
The Cobra est le dernier catcheur à détenir ce titre le 31 octobre 1985.

## Histoire
En septembre 1965, Toots Mondt qui est l'associé de Vince McMahon, Sr. présente Paul DeGalles comme étant champion international des poids légers. En 1972, la WWWF cesse d'utiliser ce titre.
Début 1978, la WWWF décide de l'utiliser en partenariat avec la New Japan Pro Wrestling. Carlos Jose Estrada est brièvement champion après sa victoire face à Tony Garea. Trois jours plus tard, Tatsumi Fujinami est le premier japonais à détenir ce titre. Son second règne d'une durée de 2 ans et 27 jours est le plus long.
En décembre 1981, Fujinami passe dans la catégorie des poids lourd et rend vacant son titre. Tiger Mask lui succède après sa victoire face à Dynamite Kid le 1er janvier 1982. Ce catcheur masqué a le record du plus grand nombre de règnes connu avec trois. Son dernier règne s'achève le 12 août 1983 quand il quitte la New Japan Pro Wrestling.
The Cobra est le dernier champion du 28 juillet au 31 octobre 1985.
| #  | Champion            | Règnes | Date              | Durée                   | Lieu       | Notes                                                                                       | Réf   |
| -- | ------------------- | ------ | ----------------- | ----------------------- | ---------- | ------------------------------------------------------------------------------------------- | ----- |
| 1  | Paul DeGalles       | 1      | septembre 1965    | N/A                     | N/A        | Toots Mondt lui remet ce titre.                                                             | [ 1 ] |
| 2  | Johnny De Fazio     | 1      | 15 octobre 1965   | N/A                     | Pittsburgh |                                                                                             | [ 1 ] |
| -  | Vacant              | 1      | 1972              | N/A                     | -          | Titre rendu vacant.                                                                         | [ 2 ] |
| 3  | Carlos Jose Estrada | 1      | 20 janvier 1978   | 3 jours                 | Uniondale  | Il bat Tony Garea.                                                                          | [ 3 ] |
| 4  | Tatsumi Fujinami    | 1      | 23 janvier 1978   | 1 an, 8 mois et 9 jours | New York   | Il est le premier japonais à détenir ce titre.                                              | [ 1 ] |
| 5  | Ryuma Go            | 1      | 2 octobre 1979    | 2 jours                 | Osaka      | Il a le règne le plus court                                                                 | [ 1 ] |
| 6  | Tatsumi Fujinami    | 2      | 4 octobre 1979    | 2 ans et 27 jours       | Tokyo      |                                                                                             | [ 1 ] |
| -  | Vacant              | 2      | 1er décembre 1981 | 1 mois                  | -          | Fujinami passe dans la catégorie des poids lourd.                                           | [ 2 ] |
| 7  | Tiger Mask          | 1      | 1er janvier 1982  | 3 mois et 29 jours      | Tokyo      | Il bat Dynamite Kid.                                                                        | [ 4 ] |
| -  | Vacant              | 3      | 30 avril 1982     | 6 jours                 | -          | À la suite d'une blessure de Tiger Mask.                                                    | [ 2 ] |
| 8  | Black Tiger (en)    | 1      | 6 mai 1982        | 20 jours                | Fukuoka    | Il bat Gran Hamada.                                                                         | [ 1 ] |
| 9  | Tiger Mask          | 2      | 26 mai 1982       | 10 mois et 8 jours      | Osaka      |                                                                                             | [ 5 ] |
| -  | Vacant              | 4      | 3 avril 1983      | 2 mois et 9 jours       | -          | À la suite d'une blessure de Tiger Mask.                                                    | [ 2 ] |
| 10 | Tiger Mask          | 3      | 12 juin 1983      | 2 mois                  | Mexico     | Il bat Fishman dans un match au meilleur des trois tombés.                                  | [ 1 ] |
| -  | Vacant              | 5      | 12 août 1983      | 5 mois et 26 jours      | -          | Tiger Mask quitte la New Japan Pro Wrestling.                                               | [ 1 ] |
| 11 | Dynamite Kid        | 1      | 7 février 1984    | 8 mois et 30 jours      | Tokyo      | Il bat The Cobra en finale d'un tournoi.                                                    | [ 6 ] |
| -  | Vacant              | 6      | 6 novembre 1984   | 1 mois et 22 jours      | -          | Dynamite Kid rejoint la All Japan Pro Wrestling.                                            | [ 2 ] |
| 12 | The Cobra           | 1      | 28 décembre 1984  | 4 mois et 22 jours      | New York   | Il bat Black Tiger.                                                                         | [ 1 ] |
| 13 | Hiro Saito          | 1      | 20 mai 1985       | 2 mois et 8 jours       | Hiroshima  |                                                                                             | [ 1 ] |
| 14 | The Cobra           | 2      | 28 juillet 1985   | 3 mois et 3 jours       | Osaka      |                                                                                             | [ 1 ] |
| -  | Abandonné           | -      | 31 octobre 1985   | -                       | -          | La World Wrestling Federation et la New Japan Pro Wrestling mettent fin à leur partenariat. | [ 2 ] |